# У міста є я
«У міста є я» — дитяча інтерактивна ігрова книга української письменниці Ірини Озимок про те, як функціонує місто та роль людей у ньому. Книга вийшла 2021 року двома накладами у видавництві «Книголав». У серпні 2023 року у видавництві «Книголав» вийшло перевидання артбуку «У міста є я». Аудіоверсію книжки записала лідерка гурту ONUKA Ната Жижченко.

## Загальні дані

### Видання 2021 року
Бібліографічні дані:
| Озимок Ірина. У міста є Я; ілюстр. Анни Іваненко. Київ: Книголав, 2021. 64 с. ISBN 978-617-7820-75-7 |
Книга складається з 13 розділів, кожен із яких містить так звані «негативи». Авторка Ірина Озимок розповідає дітям в кожному із розділів про правила організації міського життя, відповідальне використання ресурсів міста, міський транспорт та бюджет, роль влади та комунальних служб, екологію тощо. Читача супроводжують сторінками ігрової книжки спеціальні позначки негативних вчинків. Вони допомагають одержати завдання та взяти участь в інтегрованих конкурсах, що роблять книгу інтерактивною. Крім того, інклюзія є наскрізною темою книги.
- Вік читачів книги: 6—12 років, а також дорослі.
- Мова: українська.
- Формат: інтерактивна книга, 13 розділів.

### Перевидання 2023 року
Ключова тема оновленої книжки «У міста є я» — інклюзія. Це зроблено для інформування дітей, як бути в ситуаціях обстрілів міст та сіл, руйнувань шкіл та, найголовніше, допомозі другові на колісному кріслі для подолання безбар'єрності міського середовища.
В оновленій книзі додано ще чотири розділи:
- про війну,
- про міста-побратими,
- про природу у місті
- про інклюзивність.

У розділі про укриття розповідає авторка про ізраїльський досвід, який може бути корисним українцям. В ізраїльських містах є мобільні укриття «мамад», розміщені біля автобусних зупинок, садочків чи навіть тенісних кортів. Кімнати-укриття часто є навіть просто у квартирах. Стіна такого приміщення і двері міцніші, а у вікні є сталева віконниця.

«Війна підсилила основний заклик книги — лише від нас залежить, якими будуть наші міста, адже ми обираємо — покращувати їх чи шкодити їм, — розповідає авторка книги Ірина Озимок. — Війна показала, якими важливими є зелені насадження та екологія. Це невидимий ризик, і я дуже хочу продемонструвати, якими є справжні цінності для громади. Цікаво, що розділ про війну — не про страх і небезпеку, а про добро: адже навіть у найскладніші періоди ми можемо обирати, на якій стороні хочемо бути. Тому там і про волонтерів, дружбу у метро, підтримку вимушених переселенців, символізм незламності — півника Бородянки та цінність українського Маріуполя. Понад те, я розповідаю про рольові моделі, на які б могли опиратися діти, зокрема Романа Ратушного, який захищав Україну на фронті, а Протасів Яр від недоброчесних людей».

### Аудіоверсія
Аудіоверсію книжки в серпні 2023 року записала лідерка гурту ONUKA та громадська активістка Ната Жижченко. Вона підтримує міські ініціативи, пов'язані з екологією та сортуванням сміття.

«Ми маємо дуже красиві міста, неймовірну спадщину, але вона часто занедбана, замурована некрасивим, нелогічним, незручним, і я бачу покоління, яке готове це виправляти, — каже Ната. — Звісно, нам треба виграти цю війну, а потім — відбудовувати наші міста з урахуванням тих моментів, про які розповідається у книзі».

## Освітня та соціальна роль
Напередодні 1 вересня 2021 року на медіасервісі Megogo за мотивами книги з'явився однойменний дитячий освітньо-розважальний подкаст за участі школярів із Києва, Львова та Боярки. Подкаст містить 7 епізодів, у яких діти разом з Іриною Озимок шукають відповіді на питання про міста та їх мешканців.
Книга входить до збірки найкращих видань для молодшого та середнього шкільного віку «Живі письменники батькам».
Спільно з громадською організацією «Ефект дитини» та авторка Ірина Озимок на основі книжки розробили однойменну навчальну програму-гру для учнів 3-4 класів закладів загальної середньої освіти України. Під час курсу «У міста є я» діти розвивають м'які навички, виконуючи дорослі завдання, з якими працюють фахівці органів місцевого самоврядування, комунальних служб та територіальних громад в Україні. Завдання розроблені так, аби адаптувати гру до реальності кожного міста і таким чином забезпечити «шлях мешканця» кожному учаснику програми. Вона також передбачає візити на комунальні підприємства та запрошення до закладу освіти фахівців. Станом на березень 2022 року, програму впроваджують у закладах загальної середньої освіти Києва, Луцька та Львова. Книгу також закупили для шкіл Хмельницького, Чорткова та Житомира.

## Презентації книги
Улітку 2021 року авторка здійснила презентаційний тур книги українськими містами. Ірина Озимок відвідала Рівне, Тернопіль, Київ, Львів та Луцьк. Презентації книги проходили у формі зустрічі міських голів та дітей, що прийшли на зустріч. За концепцією книги читачі ставили запитання мерам про те, як функціонує місто та могли спробувати себе в ролі місцевих депутатів, пропонуючи зміни в управлінні містом.
У червні 2021 року Ірина Озимок разом з українською журналісткою та письменницею Іреною Карпою провела презентацію книги на Книжковому арсеналі в Києві.

## Нагороди та визнання
- 2021: увійшла до переліку найкращих українських книг 2021 року за версією ПЕН.
- 2021: перемогу в номінації «Дебют року в прозі» за версією Простору української дитячої книги BaraBooka.
- 2021: довгий список найкращих дитячих та підліткових книжок за версією Простір української дитячої книги «БараБука»[5].
- 2021: 1-ше місце у ТОП10 «Топ БараБуки»: найкращі родинні видання[6].
- 2022: перемога на 56-му Болонському ярмарку дитячої книги середі ілюстраторів — у номінації за найкращі ілюстрації (художниці — Анни Іваненко до книги «У міста є я»)[1][7].